# Tamarama Beach
Tamarama Beach är en strand i Australien. Den ligger i kommunen Waverley och delstaten New South Wales, i den sydöstra delen av landet, nära delstatshuvudstaden Sydney. Genomsnittlig årsnederbörd är 1 380 millimeter. Den regnigaste månaden är februari, med i genomsnitt 200 mm nederbörd, och den torraste är juli, med 36 mm nederbörd.